# Leichtathletik-Europameisterschaften 1986/100 m Hürden der Frauen

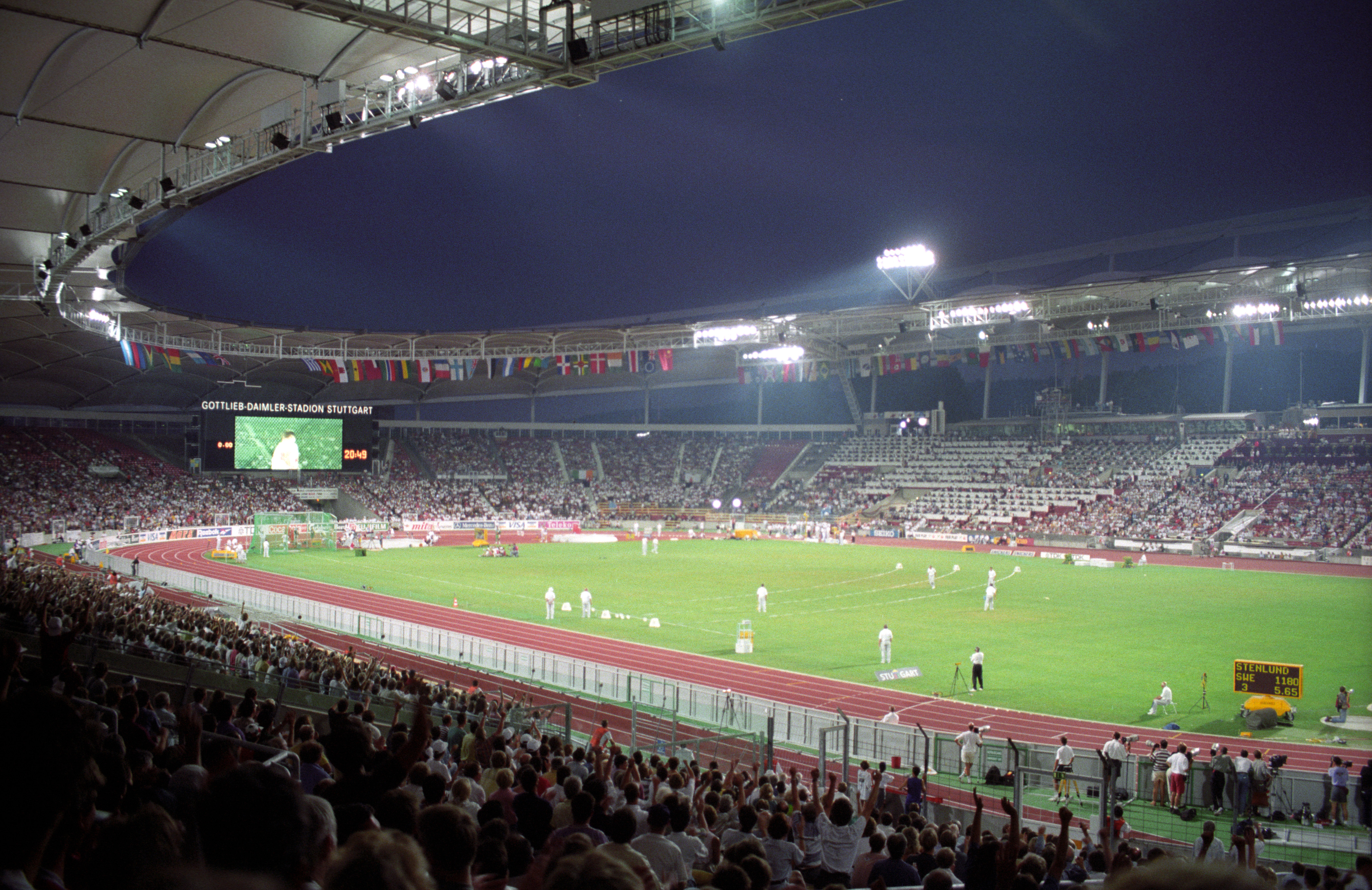
Das Stuttgarter Neckarstadion (heute MHPArena) bei den Leichtathletik-Weltmeisterschaften 1993

Der 100-Meter-Hürdenlauf der Frauen bei den Leichtathletik-Europameisterschaften 1986 wurde vom 27. bis 29. August 1986 im Stuttgarter Neckarstadion ausgetragen.
In diesem Wettbewerb errangen die bulgarischen Hürdensprinterinnen mit Gold und Bronze zwei Medaillen. Europameisterin wurde die EM-Zweite von 1982 und Weltrekordinhaberin Jordanka Donkowa. Sie gewann vor Cornelia Oschkenat aus der DDR. Bronze ging an die WM-Dritte von 1983 Ginka Sagortschewa.

## Rekorde

### Bestehende Rekorde
| Weltrekord           | 12,29 s | Jordanka Donkowa | Köln, BR Deutschland   | 1 7. August 1986  |
| Europarekord         | 12,29 s | Jordanka Donkowa | Köln, BR Deutschland   | 1 7. August 1986  |
| Meisterschaftsrekord | 12,45 s | Lucyna Kałek     | EM Athen, Griechenland | 7. September 1982 |

### Rekordverbesserung
Die bulgarische Europameisterin Jordanka Donkowa verbesserte den bestehenden EM-Rekord im Finale am 29. August um sieben Hundertstelsekunden auf 12,38 s. Zu ihrem eigenen Welt- und Europarekord fehlten ihr nur neun Hundertstelsekunden.

## Legende
Kurze Übersicht zur Bedeutung der Symbolik – so üblicherweise auch in sonstigen Veröffentlichungen verwendet:
| CR  | Championshiprekord                       |
| DNF | Wettkampf nicht beendet (did not finish) |
| DSQ | disqualifiziert                          |

## Vorrunde
27. August 1986, 17:45 Uhr
Die Vorrunde wurde in drei Läufen durchgeführt. Die ersten vier Athletinnen pro Lauf – hellblau unterlegt – sowie die darüber hinaus vier zeitschnellsten Läuferinnen – hellgrün unterlegt – qualifizierten sich für das Halbfinale.

### Vorlauf 1
Wind: +1,2 m/s
| Platz | Name                | Nation         | Zeit (s) |
| ----- | ------------------- | -------------- | -------- |
| 1     | Mihaela Pogăcean    | Rumänien       | 12,84    |
| 2     | Heike Theele        | DDR            | 12,84    |
| 3     | Laurence Elloy      | Frankreich     | 12,87    |
| 4     | Natalija Hryhorjewa | Sowjetunion    | 12,88    |
| 5     | Wendy Jeal          | Großbritannien | 13,16    |
| 6     | Patrizia Lombardo   | Italien        | 13,51    |
| DSQ   | Dorthe Wolfsberg    | Dänemark       |          |

### Vorlauf 2
Wind: +2,0 m/s
| Platz | Name                | Nation         | Zeit (s) |
| ----- | ------------------- | -------------- | -------- |
| 1     | Cornelia Oschkenat  | DDR            | 12,56    |
| 2     | Ginka Sagortschewa  | Bulgarien      | 12,58    |
| 3     | Jelena Politika     | Sowjetunion    | 12,95    |
| 4     | Xénia Siska         | Ungarn         | 12,95    |
| 5     | Monique Éwanjé-Épée | Frankreich     | 13,16    |
| 6     | Rita Heggli         | Schweiz        | 13,19    |
| 7     | Claudia Zaczkiewicz | BR Deutschland | 13,26    |

### Vorlauf 3

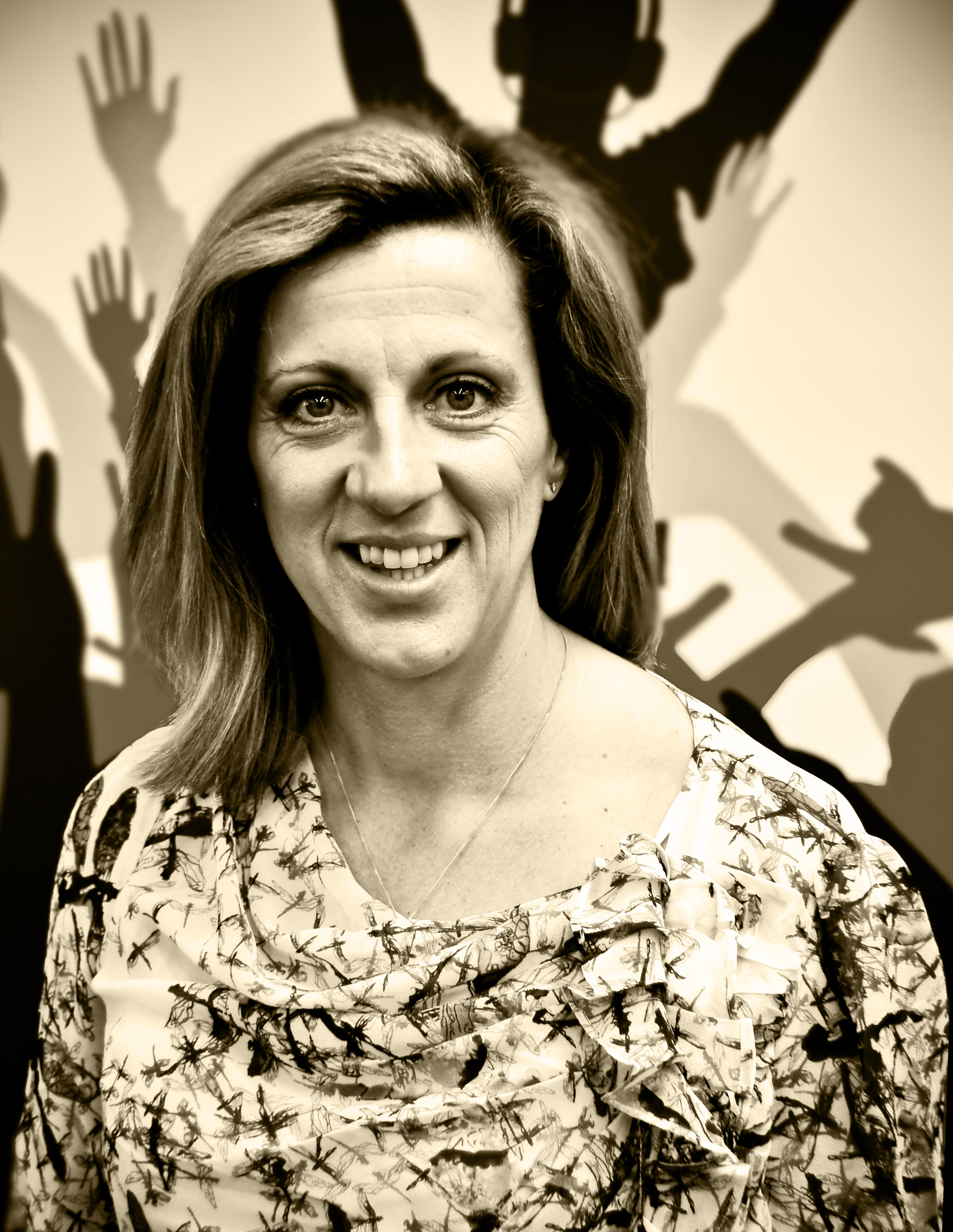
Als Sechste ihres Vorlaufs schied Sally Gunnell (hier im Jahr 2011) aus – 1992 wurde sie Olympiasiegerin über 400 Meter Hürden

Wind: ±0,0 m/s
| Platz | Name             | Nation         | Zeit (s) |
| ----- | ---------------- | -------------- | -------- |
| 1     | Jordanka Donkowa | Bulgarien      | 12,66    |
| 2     | Kerstin Knabe    | DDR            | 12,85    |
| 3     | Anne Piquereau   | Frankreich     | 12,95    |
| 4     | Vera Akimova     | Sowjetunion    | 13,05    |
| 5     | Marjan Olyslager | Niederlande    | 13,14    |
| 6     | Sally Gunnell    | Großbritannien | 13,33    |
| 7     | Edith Oker       | BR Deutschland | 13,76    |

## Halbfinale
28. August 1986, 19:20 Uhr
In den beiden Halbfinalläufen qualifizierten sich die jeweils ersten vier Athletinnen – hellblau unterlegt – für das Finale.

### Lauf 1
Wind: ±0,0 m/s
| Platz | Name               | Nation      | Zeit (s) |
| ----- | ------------------ | ----------- | -------- |
| 1     | Laurence Elloy     | Frankreich  | 12,80    |
| 2     | Heike Theele       | DDR         | 12,82    |
| 3     | Mihaela Pogăcean   | Rumänien    | 12,84    |
| 4     | Ginka Sagortschewa | Bulgarien   | 12,86    |
| 5     | Vera Akimova       | Sowjetunion | 12,87    |
| 6     | Rita Heggli        | Schweiz     | 13,13    |
| 7     | Jelena Politika    | Sowjetunion | 13,29    |
| DNF   | Anne Piquereau     | Frankreich  |          |

### Lauf 2

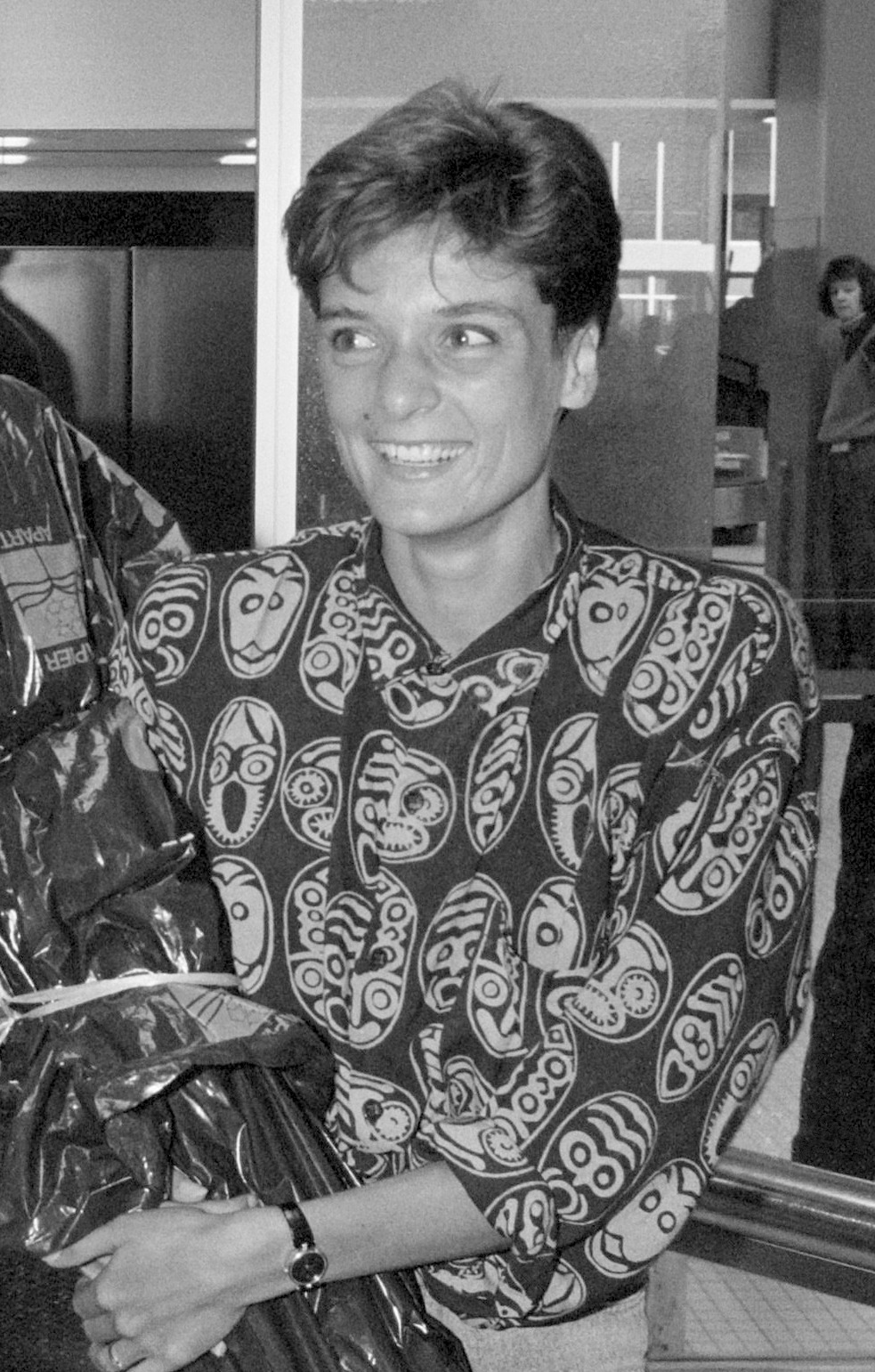
Marjan Olyslager – disqualifiziert im zweiten Halbfinale

Wind: +0,1 m/s
| Platz | Name                | Nation         | Zeit (s) |
| ----- | ------------------- | -------------- | -------- |
| 1     | Jordanka Donkowa    | Bulgarien      | 12,49    |
| 2     | Cornelia Oschkenat  | DDR            | 12,52    |
| 3     | Natalija Hryhorjewa | Sowjetunion    | 12,75    |
| 4     | Kerstin Knabe       | DDR            | 12,84    |
| 5     | Xénia Siska         | Ungarn         | 12,90    |
| 6     | Wendy Jeal          | Großbritannien | 13,29    |
| 7     | Monique Éwanjé-Épée | Frankreich     | 13,39    |
| DSQ   | Marjan Olyslager    | Niederlande    |          |

## Finale

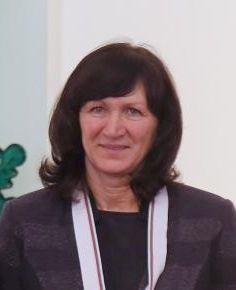
Die EM-Zweite von 1982 Jordanka Donkowa (hier im Jahr 2013) wurde nun Europameisterin – 1988 gewann sie Olympiagold
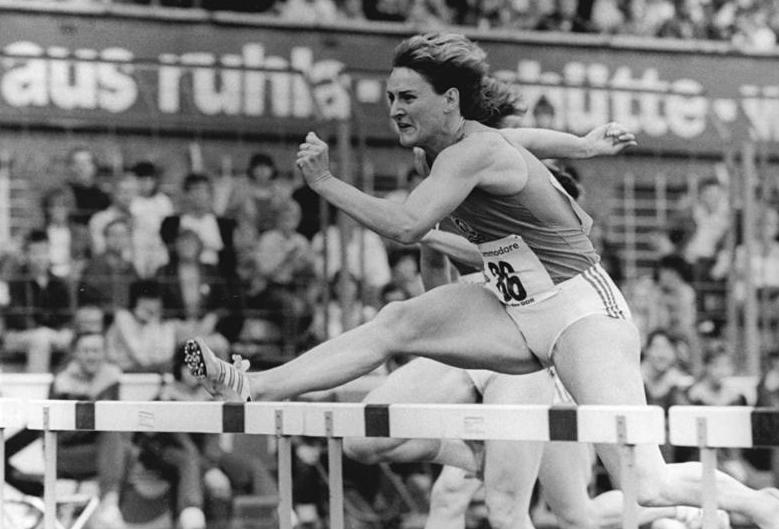
Vizeeuropameisterin Cornelia Oschkenat – im Jahr darauf wurde sie WM-Dritte
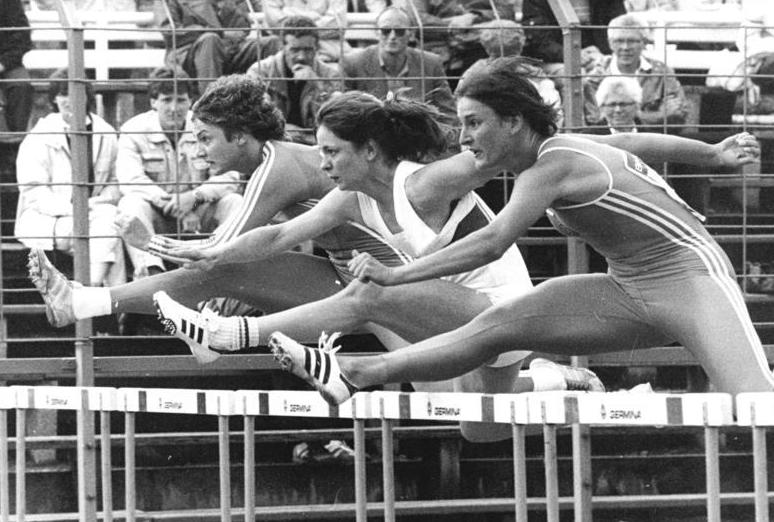
Die gemeinsamen Viertplatzierten Kerstin Knabe (links) und Heike Theele (Mitte) in einem Rennen mit Vizeeuropameisterin Cornelia Oschkenat (rechts)

29. August 1986, 20:05 Uhr
Wind: −0,7 m/s
| Platz | Name                | Nation      | Zeit (s) |
| ----- | ------------------- | ----------- | -------- |
| 1     | Jordanka Donkowa    | Bulgarien   | 12,38 CR |
| 2     | Cornelia Oschkenat  | DDR         | 12,55    |
| 3     | Ginka Sagortschewa  | Bulgarien   | 12,70    |
| 4     | Heike Theele        | DDR         | 12,82    |
| 4     | Kerstin Knabe       | DDR         | 12,82    |
| 6     | Laurence Elloy      | Frankreich  | 12,93    |
| 7     | Natalija Hryhorjewa | Sowjetunion | 12,96    |
| 8     | Mihaela Pogăcean    | Rumänien    | 13,17    |

## Videolink
- 148 European Track and Field 1986 100m Hurdles, www.youtube.com, abgerufen am 17. Dezember 2022